# لغة المتن
لغة المتن هي لغة لم يعد يوجد المتحدثون بها على قيد الحياة، رغم أن تم الحفاظ على عدد من الإنتاج الفعلي للغة من المتحدثيين الأصليين بطريقة ما (عادة في سجلات خطية) ومن أمثلة لغة المتن اللغة اليونانية القديمة واللاتينية واللغة المصرية والانجليزية القديمة والعيلامية.
تركت بعض لغات المتن مجموعة هائلة، مثل اليونانية القديمة واللاتينية وبالتالي يمكن إعادة بناءها وصياغتها بالكامل على الرغم من أن بعض تفاصيل النطق قد تكون غير واضحة. لكن يمكن استخدم هذه اللغات حتى اليوم كاللغة السنسكريتية واللاتينية، والبعض الآخر لديه المجموعة المحدودة من الكلمات الهامة على سبيل المثال بعض الضمائر غير موجودة في لغة المتن ومن الأمثلة على ذلك الاوغاريتية والقوطية. اللغات التي يتم إثباتها ببضع كلمات، وغالبا ما تكون أسماء وبضع عبارات (تسمى Trümmersprachen في اللغويات الألمانية، حرفيًا «لغات الأنقاض») يمكن إعادة بناءها وصياغتها بطريقة محدودة جدا وغالبا ما تظل علاقتها الجينية باللغات الأخرى غير واضحة ومن الأمثلة على ذلك اللغة اللومباردية واللغة الدادانية، واللغة السامية قد تكون قريبة من اللغة العربية الفصحى.
تُدرس لغات المتن باستخدام طرق لسانيات المتون، ولكن يمكن استخدام اللغويات المدونة (وهي شائعة الاستخدام) لدراسة الإنتاجات المسجلة للغات الحية.
ليست كل اللغات المنقرضة «لغات متن»، لأن العديد من اللغات قد اختفت دون ترك إنتاج مسجل لمتحدثيها، أو عدم كفاية إنتاجهم.